# Weißdorf
Weißdorf település Németországban, azon belül Bajorországban. Lakosainak száma 1216 fő (2023. december 31.).

## Népesség
A település népessége az elmúlt években az alábbi módon változott:
| Lakosok száma | 1055 | 1395 | 1138 | 1256 | 1201 | 1192 | 1174 | 1170 | 1163 | 1216 |
|               | 1875 | 1950 | 1975 | 1987 | 2012 | 2014 | 2016 | 2017 | 2021 | 2023 |